# موروغورو
موروغورو هي مدينة ذات تعداد سكاني 206,868 (تعداد عام 2002), وتقع في المرتفعات الجنوبية من تنزانيا ،و تبعد 190 كم غرباً من مدينة دار السلام.و هي عاصمة منطقة موروغورو. وهي معروفة أيضا بشكل غير رسمي باسم «بهاري كاسورو ميجي،» الذي يترجم إلى مدينة 'قصيرة من محيط/شاطئ'

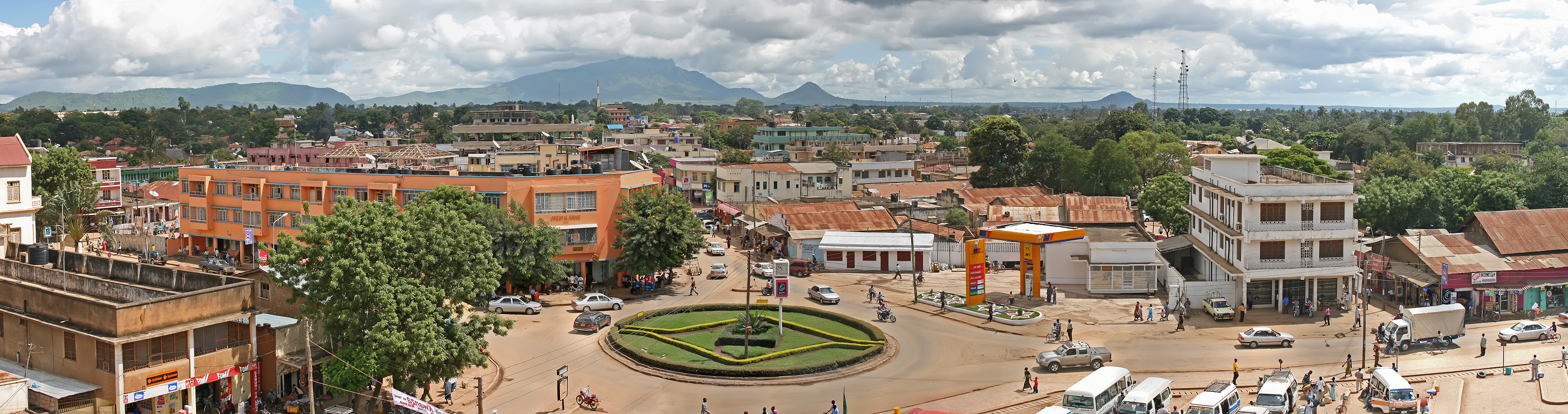
مدينة موروغورو

## عن المدينة
موروغورو تقع عند قاعدة جبال أولوغورو، وهي تعد كمركزا للزراعة في المنطقة، مع جامعة سوكوان للزراعة والتي تستخدم المدينة مقراً لها. فيوجد أيضاُ العديد من البعثات في المدينة، مع توافر المدارس والمستشفيات. المدينة هي المقر الإداري لمنطقة موروغورو. وهي أيضا مدينة الموسيقى، منزل مؤسس الفرقة الكوبية الجاز ماريمبا عبد الله سالم يقع فيها. وكانت الفرقة في الجبهة الأمامية لتعزيز الموسيقى التنزانية.

## المناخ
يظهر الجدول التالي التغييرات المناخية على مدار السنة لموروغورو:
| البيانات المناخية لـموروغورو      | البيانات المناخية لـموروغورو | البيانات المناخية لـموروغورو | البيانات المناخية لـموروغورو | البيانات المناخية لـموروغورو | البيانات المناخية لـموروغورو | البيانات المناخية لـموروغورو | البيانات المناخية لـموروغورو | البيانات المناخية لـموروغورو | البيانات المناخية لـموروغورو | البيانات المناخية لـموروغورو | البيانات المناخية لـموروغورو | البيانات المناخية لـموروغورو | البيانات المناخية لـموروغورو |
| الشهر                             | يناير                        | فبراير                       | مارس                         | أبريل                        | مايو                         | يونيو                        | يوليو                        | أغسطس                        | سبتمبر                       | أكتوبر                       | نوفمبر                       | ديسمبر                       | المعدل السنوي                |
| --------------------------------- | ---------------------------- | ---------------------------- | ---------------------------- | ---------------------------- | ---------------------------- | ---------------------------- | ---------------------------- | ---------------------------- | ---------------------------- | ---------------------------- | ---------------------------- | ---------------------------- | ---------------------------- |
| متوسط درجة الحرارة الكبرى °م (°ف) | 32 (89)                      | 32 (89)                      | 31 (88)                      | 29 (85)                      | 28 (83)                      | 27 (81)                      | 27 (81)                      | 28 (83)                      | 29 (85)                      | 31 (88)                      | 32 (90)                      | 32 (89)                      | 30 (86)                      |
| متوسط درجة الحرارة الصغرى °م (°ف) | 21 (69)                      | 21 (70)                      | 21 (69)                      | 21 (69)                      | 19 (66)                      | 16 (61)                      | 15 (59)                      | 16 (60)                      | 17 (62)                      | 18 (64)                      | 19 (67)                      | 21 (69)                      | 18 (65)                      |
| الهطول مم (إنش)                   | 99 (3.9)                     | 97 (3.8)                     | 170 (6.8)                    | 210 (8.1)                    | 99 (3.9)                     | 28 (1.1)                     | 15 (0.6)                     | 10 (0.4)                     | 15 (0.6)                     | 25 (1.0)                     | 51 (2.0)                     | 71 (2.8)                     | 890 (35)                     |
| المصدر: Weatherbase               |                              |                              |                              |                              |                              |                              |                              |                              |                              |                              |                              |                              |                              |

## توأمة
لموروغورو اتفاقيات توأمة مع كل من:
- فريسنو
- بلدية لينشوبينغ [الإنجليزية]‏ [8]

## أعلام
- شوماري كابومبي